# Добрынин, Пётр Григорьевич
Пётр Григорьевич Добры́нин (1895 — 1917) — революционер, участник Октябрьского вооружённого восстания в Москве.

## Биография

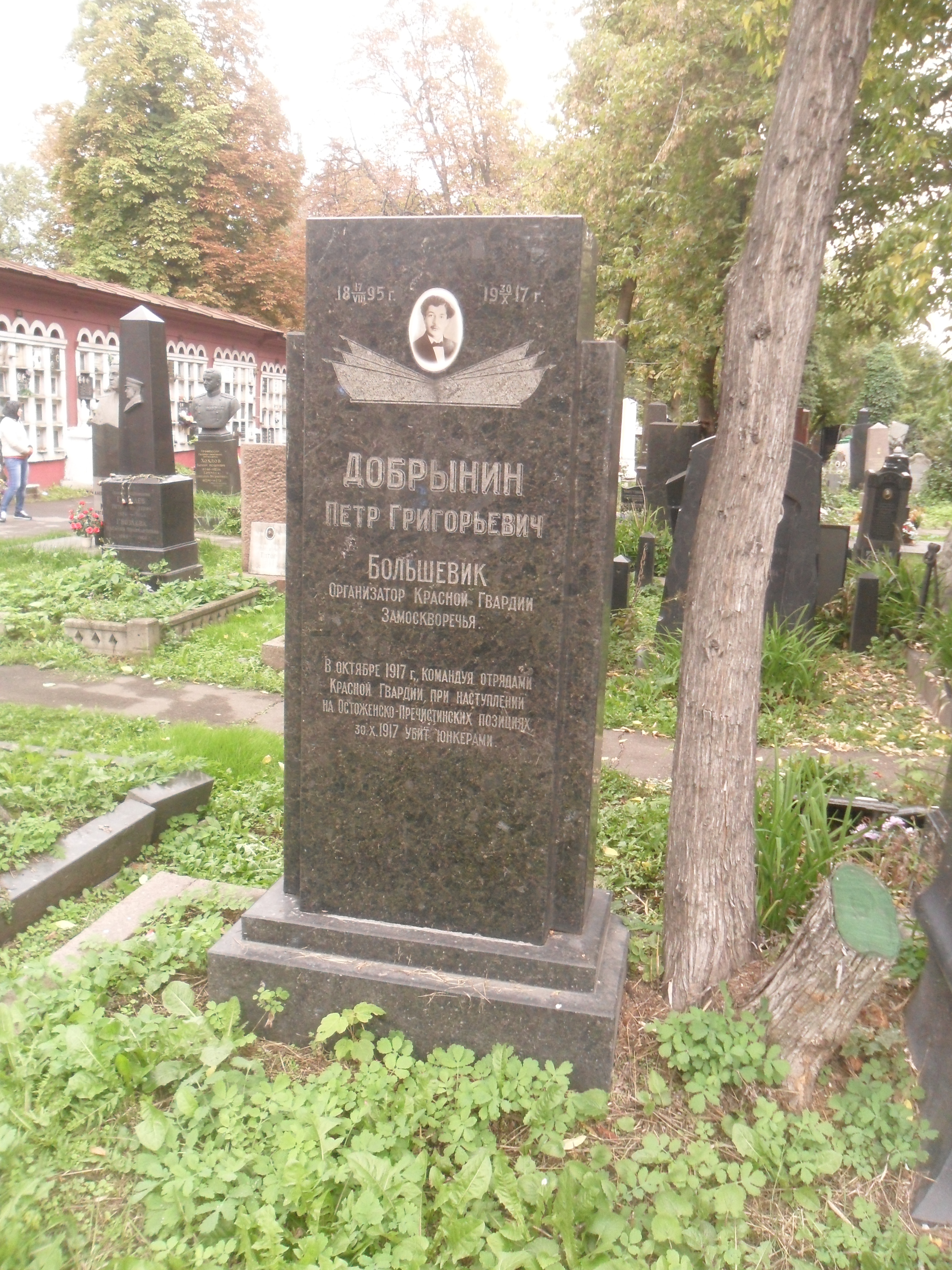
Могила Добрынина на Новодевичьем кладбище Москвы

Пётр Добрынин родился 17 августа 1895 года в Москве. До революции работал токарем сначала на заводе Шписса-Прена, затем на Московском телеграфно-телефонном заводе. Активно участвовал в подпольной работе Замосквореченской организации РСДРП(б), обучался в политкружке.
После Февральской революции Добрынин работал агитатором в Замоскворецком райкоме партии большевиков, стоял у истоков создания отрядов Красной гвардии в районе. С мая 1917 года являлся членом Замоскворецкого районного и Московского центрального штабов Красной гвардии. Лично налаживал производство бомб и гранат, закупал стрелковое вооружение.
Активно участвовал в Октябрьском вооружённом восстании в Москве, входил в Замоскворецкий ВРК, сражался с юнкерами в районе улиц Пречистенки и Остоженки, штурмовал здание штаба Московского военного округа, был ранен, но продолжал оставаться в строю.
30 (по другим данным, 31) октября 1917 года Добрынин получил смертельное ранение в очередном бою с юнкерами, после чего отряд возглавил П. Г. Арутюнянц. Похоронен на Новодевичьем кладбище Москвы.

## Память о Добрынине
- В честь Добрынина названа станция метро «Добрынинская» в Москве, у входа на станцию в 1967 году установлен бюст Добрынина.
- В честь Добрынина была названа Добрынинская площадь в Москве, в 1994 году переименована в Серпуховскую площадь.
- В честь Добрынина была названа Добрынинская улица в Москве, в 1990 году переименована в улицу Коровий Вал.
- В честь Добрынина названы четыре переулка (1-й, 2-й, 3-й и 4-й Добрынинские переулки) в Москве.